# Sankt Stefan im Rosental
Sankt Stefan im Rosental è un comune austriaco di 4 004 abitanti nel distretto di Südoststeiermark, in Stiria; ha lo status di comune mercato (Marktgemeinde). Il 1º gennaio 2015 ha inglobato il comune soppresso di Glojach.